# Andraikibameer
Het Andraikibameer is een vulkanisch meer in Madagaskar, gelegen aan de Route nationale 34 in de regio Vakinankaratra. Het ligt zeven kilometer ten westen van Antsirabe en acht kilometer ten noordoosten van het Tritrivameer.

## Lokale betekenis

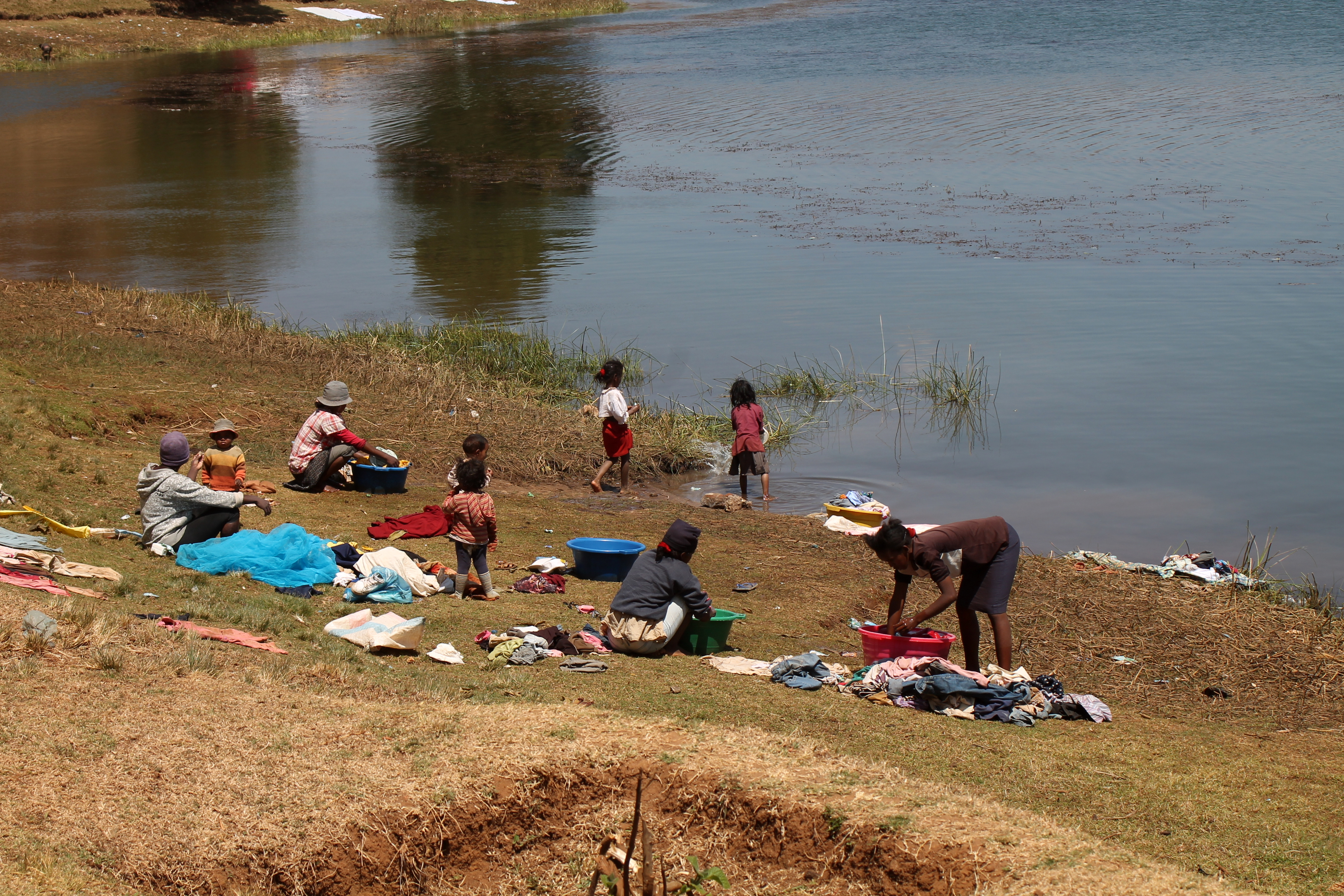
Omwonenden wassen hun kleren in het meer

Het meer is populair bij de lokale bevolking van Antsirabe, die er komen om te rusten en te wassen. Langs de kust staan souvenirstalletjes waar ze eigengemaakte handwerk verkopen aan toeristen.
Op de omgeving van het meer rusten een aantal lokale fady (taboe's). Zo mag er geen varkensvlees worden gegeten en mogen er geen zijden stoffen in het meer worden gewassen.

### Legende
Volgens een legende werd in het meer een zwemwedstrijd gehouden door twee meisjes, waarvan er een zwanger was. De winnaar zou trouwen met een edelman uit de kast van de Andriana. Het zwangere meisje verdronk tijdens het zwemmen en volgens de lokale bevolking kan men de geest van het meisje elke ochtend nog zien rusten op een rots aan de kust.